# Dongo (Mali)
Pour les articles homonymes, voir Dongo.
Dongo est une commune rurale du Mali de l'arrondissement de Ambiri, dans le cercle de Youwarou et la région de Mopti. Elle a pour chef-lieu la localité de Kormou Marka

## Villages
La commune s'étend sur 13 localités relevées lors du recensement général de 2009. 
Les villages les plus peuplés sont :
- Owa (1 858 habitants)
- Seby (1 515 habitants)
- Kormou Marka (1 293 habitants)

En 2023, la loi 2023-007 attribue à la commune 13 villages, fractions ou quartiers  :
- Kormou-Marka
- Kormou-Peulh
- Seby
- Owa
- Diou
- Diskana
- Sah-Touskel
- Sigui
- Mayel-Bourgou
- Doukou
- Sio
- Bia
- Ayom